# Rolf Karbaum
Rolf Karbaum (ur. 29 października 1940 w Görlitz) – niemiecki inżynier, w latach 1998–2005 nadburmistrz miasta Görlitz.

## Życiorys
Dorastał w Görlitz, które opuścił aby ukończyć studia inżynierskie w Dreźnie. Ukończył studia o profilu akustyka budowlana i akustyka wnętrz o specjalizacji zwalczanie hałasu. Po studiach podjął pracę w firmie VEB Isolierungen w Berlinie, a następnie w dziale badawczym lotniska Berlin-Schönefeld.
W 1972 r. powrócił do rodzinnego miasta i prowadził wykłady na Ingenieurschule für Elektronik und Informationsverarbeitung, począwszy od dziedziny programowania, przez elektroniczne elementy budowlane aż po mikrotechnikę obliczeniową. Po zjednoczeniu Niemiec został dyrektorem Fachschule Zittau i zainicjował jej fuzję ze Szkołą Zawodową w Żytawie, uwieńczoną w 1993 roku powstaniem Hochschule Zittau/Görlitz. W tym samym roku został mianowany profesorem nowo utworzonej uczelni.
W roku 1998 wystąpił jako kandydat na nadburmistrza Görlitz, następcę Matthiasa Lechnera (CDU) i wygrał wybory. Sprawował tę funkcję przez siedem lat. Podczas jego kadencji, miasto Görlitz ubiegało się o miano Europejskiej Stolicy Kultury w 2010 r. Ostatni etap konkursu, już za kadencji jego następcy, Joachima Paulika zakończył się niepowodzeniem. Miasto przegrało z konkurentem Essen.
Ponadto angażował się w działania mające na celu pojednanie oraz lepszą współpracę z polskimi sąsiadami. Wzorem dla niego były stosunki francusko-niemieckie. Karbaum wzmocnił dialog z polskim miastem bliźniaczym Zgorzelec oraz zainicjował corocznie odbywające się wspólne posiedzenie rad obydwu miast. Od 1998 r. obydwa miasta prezentują się jako Europamiasto Görlitz/Zgorzelec. 7 maja 2003 r. – 58 lat po wysadzeniu – położył kamień węgielny pod odbudowę Mostu Staromiejskiego nad Nysą Łużycką pomiędzy Starówką Görlitz oraz Przedmieściem Nyskim w Zgorzelcu. Podczas swojej kadencji rozpoczął negocjacje dotyczące sprzedaży części przedsiębiorstw miejskich francuskiemu koncernowi Vivendi.
5 grudnia 2005 r. Rolf Karbaum został odznaczony Orderem Rycerzy Legionu Honorowego za swoje osiągnięcia w europejskim pojednaniu.
Między 2006 i 2009 r. Karbaum pełnił funkcję przewodniczącego Stowarzyszenia Promocji Miasta Kultury Görlitz-Zgorzelec.